# Sekhemrê-Khoutaouy Paentjeny
Le roi Sekhemrê-Khoutaouy Paentjeny est, soit de la XVIe dynastie,, soit de la dynastie d'Abydos.

## Attestations
Paentjeny est connu grâce à une seule stèle en calcaire trouvée à Abydos par Flinders Petrie. La stèle est dédiée au fils du roi Djehouty-Âa et à la fille du roi Hotepneferou. La stèle se trouve au British Museum sous le numéro de catalogue BM EA 630. La stèle a été produite par un atelier ayant également réalisé des stèles aux noms de Sekhemrê-Neferkhâou Oupouaoutemsaf et Sekhemrê-Ouahkhâou Râhotep.

## Position chronologique
Dans son étude de la Deuxième Période intermédiaire, Kim Ryholt développe l'idée proposée à l'origine par Detlef Franke selon laquelle, à la suite de l'effondrement de la XIIIe dynastie avec la conquête de Memphis par les Hyksôs, un royaume indépendant centré sur Abydos est né en Moyenne-Égypte,. La dynastie d'Abydos désigne ainsi un groupe de roitelets locaux régnant pendant une courte période en Moyenne-Égypte. Ryholt note que Paentjeny est attesté par une seule trouvaille provenant d'Abydos et que son nom signifie en outre Celui de Thinis, une ville importante située à quelques kilomètres au nord d'Abydos. Il en conclut donc que Paentjeny a très probablement régné depuis Abydos et appartient à la dynastie d'Abydos. En tant que tel, il aurait régné sur certaines parties de l'Égypte centrale et aurait été contemporain des XVe et XVIe dynasties.
L'égyptologue Marcel Marée rejette l'hypothèse de Ryholt et soutient plutôt que Paentjeny est un roi de la fin de la XVIe dynastie. En effet, Marée note que l'atelier qui a produit la stèle de Paentjeny est également responsable de la production des stèles de Sekhemrê-Neferkhâou Oupouaoutemsaf et Sekhemrê-Ouahkhâou Râhotep, ce dernier étant un roi de Thèbes. En partant du principe qu'un atelier n'aurait pu fournir des rois ennemis, Marée en conclut que ces trois rois ont régné assez près dans le temps à partir de Thèbes. Ce raisonnement exclut également l'existence d'une dynastie d'Abydos vers -1650. Ce raisonnement est également suivi par Julien Siesse qui place ce roi en fin de XVIe dynastie.